# Pseudosaica panamaensis
Pseudosaica panamaensis är en insektsart som beskrevs av Blinn 1990. Pseudosaica panamaensis ingår i släktet Pseudosaica och familjen rovskinnbaggar. Inga underarter finns listade i Catalogue of Life.